# Jehnny Beth
Jehnny Beth, vlastním jménem Camille Berthomier, (* 24. prosince 1984 Poitiers) je francouzská hudebnice, herečka a spisovatelka.
Pochází z divadelnické rodiny a již v dětství hrála například v Ibsenově hře Peer Gynt; herectví později studovala na konzervatoři v rodném Poitiers. První veřejné vystoupení jako klavíristka odehrála v deseti letech. V roce 2006 začala vystupovat se svým partnerem Johnnym Hostilem (vl. jm. Nicolas Congé) coby duo John & Jehn, které v letech 2008 a 2010 vydalo dvě studiová alba. V roce 2019 dvojice složila hudbu k filmu XY Chelsea. Roku 2020 vydala knihu C.A.L.M: 12 Erotic Short Stories ilustrovanou Hostileovými fotografiemi.
V roce 2011 založila kapelu Savages, která byla aktivní do roku 2017. V červnu 2020 vydala své debutové sólové album To Love Is to Live, na němž hostovali mimo jiné irský herec Cillian Murphy a Romy Croft z anglické kapely The xx. Následujícího roku vydala desku Utopian Ashes ve spolupráci se zpěvákem Bobbym Gillespiem.
V roce 2015 zpívala ve dvou písních z alba Fixion dánského hudebníka Trentemøllera. Téhož roku nazpívala duet „Boy/Girl“ s Julianem Casablancasem. V roce 2016 zpívala v písni „We Are Dreamers!“ kapely Tindersticks a v následujícím roce v „We Got the Power“ projektu Gorillaz. V roce 2020 hostovala v písni „Ne touche pas moi“ kapely Idles.
V roce 2005 ztvárnila hlavní roli ve filmu À travers la forêt. Za svou roli ve filmu Un amour impossible (2018) byla nominována na Césara pro nejslibnější herečku. Později hrála například ve snímcích Paříž, 13. obvod (2021) a En même temps (2022). Počínaje rokem 2016 uváděla vlastní pořad Start Making Sense na internetové rozhlasové stanici Beats 1.